# Arachnomimus nietneri
Arachnomimus nietneri är en insektsart som först beskrevs av Henri Saussure 1878.  Arachnomimus nietneri ingår i släktet Arachnomimus och familjen syrsor. Inga underarter finns listade i Catalogue of Life.